# Stade Abdelkader-Chabou
 (octobre 2024).
Si vous disposez d'ouvrages ou d'articles de référence ou si vous connaissez des sites web de qualité traitant du thème abordé ici, merci de compléter l'article en donnant les références utiles à sa vérifiabilité et en les liant à la section « Notes et références ».
Le stade Abdelkader-Chabou (en arabe : ملعب عبد القادر شابو) est un stade de football situé dans la ville algérienne de Annaba. ila une capacité de 10 000 places.
Il est le lieu d’entraînement du HAMRA Annaba.

## Histoire
| Date                                                             | Match                                                  | Résultat | Type                           |
| ---------------------------------------------------------------- | ------------------------------------------------------ | -------- | ------------------------------ |
| 1er mai 1937                                                     | Sliema Wanderers FC - Jeunesse Bône Athlétique Club    | 2 – 1    | Amical (Inauguration du stade) |
| 1er mai 1937                                                     | Mouloudia Club d'Alger - Association sportive Boufarik | 2 – 2    | Amical (Inauguration du stade) |
| 2 mai 1937                                                       | Sliema Wanderers FC - Association sportive Boufarik    | 5 – 0    | Amical (Inauguration du stade) |
| 2 mai 1937                                                       | Jeunesse Bône Athlétique Club - Mouloudia Club d'Alger | 4 – 1    | Amical (Inauguration du stade) |
| L'équipe maltaise Sliema Wanderers FC enlève le tournoi de Bône, |                                                        |          |                                |